# اعداد اول دوقلو

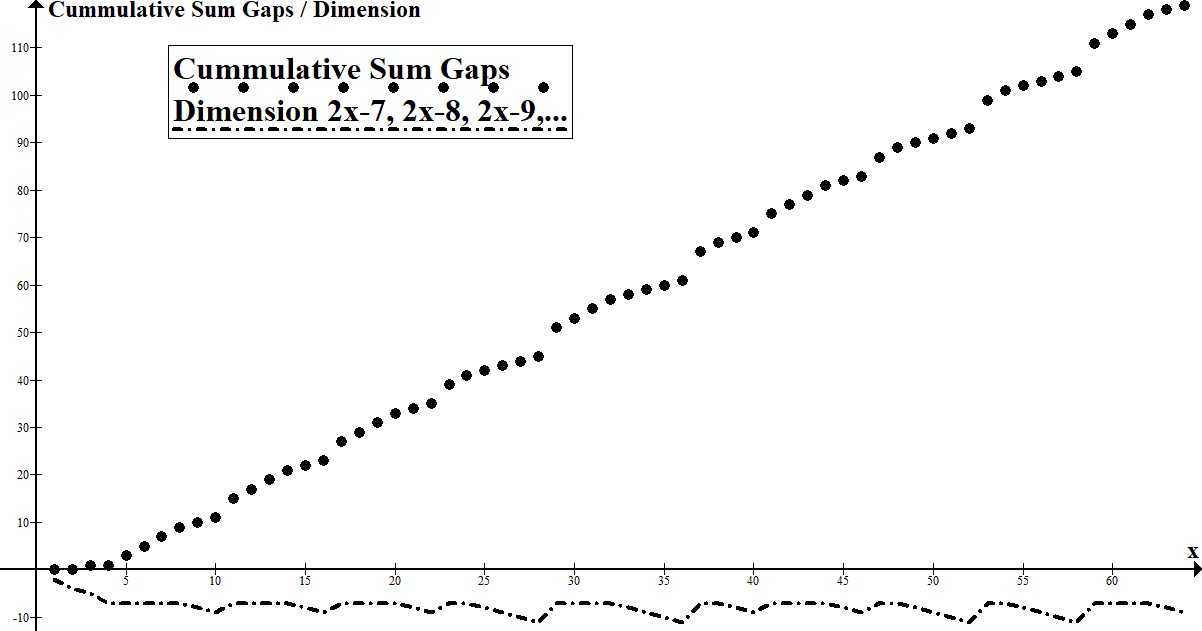
اعدلد دوقلو به صورت یک نمودار

اعداد اول دوقلو به اعداد اولی می‌گویند که فاصله آن‌ها دو واحد است.
یعنی برای هر {\displaystyle k} طبیعی داشته باشیم :   ,   {\displaystyle p_{k+1}-p_{k}=2}
آیا تعداد اعداد اول دوقلو نامتناهی است؟
ریاضیدانان طی چند قرن اخیر فرضیه ای را در خصوص اعداد اول دوقلو مطرح کرده‌اند که نشان می‌دهد، تعداد نامتناهی از این جفت اعداد اول وجود دارند، اما این مسئله تاکنون اثبات نشده‌است.
دستاورد ریاضی‌دانی به نام دکتر «ییتانگ ژانگ» نشان می‌دهد، مهم نیست که عدد اول دوقلو چقدر بزرگ باشد، چراکه همیشه یک جفت عدد اول دیگر هست که از آن با کمتر از 70 میلیون رقم جدا شده‌است.
اگرچه این تحقیق به‌طور قطعی وجود تعداد نامتناهی اعداد اول دوقلو را نشان نمی‌دهد، اما گام مهمی برای اثبات این مسئله محسوب می‌شود.

## خواص
معمولاً زوج (2،3) را به عنوان دو قلو در نظر نمیگیرند . از آنجایی که 2 تنها عدد اول زوج است ، درنتیجه این زوج تنها زوجی است که تنها 1 واحد اختلاف دارند . بنابراین برای دیگر زوج ها ، اعداد اول دو قلو کمترین فاصله را دارند .
چند جفت اول از اعداد اول دو قلو :
عدد {\displaystyle 5} تنها عدد اولی است که به دو جفت تعلق دارد . برای همه اعداد طبیعی {\displaystyle n} ، جفت {\displaystyle (6n-1,6n+1)} شامل تمام جفت های اول دو قلو به غیر از {\displaystyle (3,5)} می شود .در نتیجه مجموع هر جفت اول دو قلو بر 12 بخش پذیر است. 

### قضیه برون
در سال 1915 ، ویگو برون نشان داد که مجموع معکوس اعداد اول دو قلو ، همگراست. برون این قضیه را با تکنیک غربال برون اثبات کرد و به توسعه نظریه مدرن غربال کمک کرد . از نسخه مدرن استدلال برون می توان نشان داد که 
تعداد اعداد اول دو قلوی کمتر از {\displaystyle N} ، هیچگاه از مقدار زیر بیشتر نمیشود :
{\displaystyle {\frac {CN}{(\log N)^{2}}}}
برای بعضی ثابت های مطلق {\displaystyle C>0} ، در حقیقت کران بالای آن به صورت زیر است :
{\displaystyle {\frac {C'N}{(\log N)^{2}}}\left(1+O\left({\frac {\log \log N}{\log N}}\right)\right),}
که در آن {\displaystyle C'=8C_{2}} و {\displaystyle C_{2}} ، ثابت اعداد اول دو قلو است.

## قضایای ضعیف تر از حدس اعداد اول دو قلو
در سال 1940 ،پال اِردوش نشان داد که یک ثابت مانند  {\displaystyle c<1}  و بی نهایت عدد اول مانند {\displaystyle p_{n}} , وجود دارد به طوری که:
{\displaystyle {p_{n+1}-p_{n}<c.log(p_{n})}}
این به آن معنی است که هر چقدر که اعداد اول ، بزرگ و بزرگ تر شوند ، فاصله ی بین آنها نیز به آرامی رشد می کند . "رشد آرام" یعنی این فاصله ها به صورت لگاریتمی رشد می کنند.این نتیجه پی در پی بهبود یافت ؛ در سال 1986 ،هِلموت مایِر ثابت اِردوش را به {\displaystyle c<1/4} تعمیم داد . در سال 2004 دنیِل گُلدِستِن و جِم یِلدیریم نشان دادند که این ثابت می تواند به {\displaystyle c<0.085876} , برسد.
در سال 2005 ،گُلدِستِن ، 
جوناس پینتز و یِلدیریم اشاره کردند که {\displaystyle c}  می تواند به دلخواه کوچک باشد: یعنی به زبان حد زبَرین:
{\displaystyle \liminf _{n\to \infty }{\frac {p_{n+1}-p_{n}}{\log p_{n}}}=0.}
با در نظر گرفتن حدس اِلیوت-هالبرستام و یا حدس ضعیف تری از آن ، می توان نشان داد برای بی شمار n ، حداقل دو تا از اعداد n, n + 2, n + 6, n + 8, n + 12, n + 18,  n + 20 اول است.
با استفاده از یک حدس قویتر می توان نشان داد که برای بی شمار n ، حداقل دو تا از اعداد n, n + 2, n + 4,  n + 6  اول هستند.

## جستار های وابسته
- شکاف اعداد اول
- عدد اول رامانوجان
- عدد اول مرسن
- اعداد فرما